# Sven Flodin
Sven Alge Flodin, född 12 december 1910 i Norberg, Västmanland, död 23 januari 1983 i Solna, var en svensk kompositör, textförfattare och musiker (piano) Han var verksam under pseudonymen Sven Goon.
Flodin började som ung spela piano på gehör. Han kom till Stockholm i början av 1930-talet där han också började skriva egna kompositioner. Han var från 1934 ackompanjatör åt Ulla Billquist. Under andra världskriget tjänstgjorde han som fältturnéledare samt medverkade som musiker i  Björn Hodells revyer. Han tilldelades Fred Winter stipendiet 1976. Flodin är begravd på Solna kyrkogård.

## Filmmusik
- 1938 – Herr Husassistenten
- 1945 – Flickor i hamn
- 1945 – Sextetten Karlsson
- 1952 – Kronans glada gossar